# Demon (King Von)
Demon è un brano musicale, terza traccia del primo album in studio Welcome to O'Block, del rapper statunitense King Von, pubblicato il 30 Ottobre 2020 dalla Only the Family, Empire.

## Videoclip
Il videoclip ufficiale del brano è stato pubblicato il 9 agosto 2021 sul canale YouTube di King Von.
Si compone di una prima parte, che è il girato vero e proprio che si sviluppa sulla canzone, assieme ad altri 2 minuti di video in cui si sente un messaggio vocale inedito del rapper che spiega i dettagli per la direzione del suo video musicale al suo videomaker Drewfilmedit.

## Tracce
1. Demon – 2:13